# 尾原勝吉
尾原 勝吉（おばら かつよし、1899年（明治32年）4月1日 - 1981年3月6日）は、日本の指揮者、ヴァイオリニスト。

## 人物・来歴[5]
島根県簸川郡久木村（現、斐川町美南）に2人兄弟の次男として生まれる。
1918年（大正7年）  明治大学商学部予科へ入学。在学中、1919年（大正8年） 宮内庁音楽部の山井基清にヴァイオリンの手ほどきを受け、習得する。多久寅にも師事。
1922年（大正11年）明治大学を卒業後は、近衛秀麿・山田耕作らとNHK交響楽団の前身・新交響楽団を結成。ヴァイオリン奏者また指揮者として活躍。1923年（大正12年） - 明治大学交響楽団設立。
1925年（大正14年） - 近衛秀麿、山田耕筰等と「日露交歓交響管弦楽演奏会」に日本側楽団員30名の一員として参加。以後、近衛等と日本交響楽協会→新交響楽団、日本交響楽団→NHK交響楽団に所属。この頃、ヨゼフ・ケーニヒ、ニコライ・シフェルブラットに師事。
1930年（昭和5年） - 日比野愛次、大村卯七等とクリスタル・カルテットを結成。
1943年（昭和18年） - 日本交響楽団の常任指揮者として来日中のヨーゼフ・ローゼンシュトックに就いて指揮法を1年間学ぶ。ローゼンシュトックの行うラジオ放送では本番テストの棒を毎回振る。
1949年（昭和24年） - 山田一雄の急病の代役として、日響を指揮。「ピーターと狼」の日本初演をぶっつけ本番で振る。
1951年（昭和26年） - 東京工業大学管弦楽団常任指揮者に就任。1952年（昭和27年） - N響の朝日文化賞受賞に際し、その功労に対し、N響より表彰される。
1953年（昭和28年） - 交響楽団員としての活動30周年を記念して、第一生命ホールにて特別演奏会が開かれ、その模様をニッポン放送が全国放送する。第1回六大学定期演奏会を指揮。
1957年（昭和32年） - 永年の音楽生活に対し記念講演会が開かれる。N響の定年制により勇退。定年勇退まで、N響草創期の原動力となる。同年一橋大学管弦楽団常任指揮者に就任。
以後は母校明治大学をはじめ学生オーケストラの育成に専心。明治大学交響楽団、東京工業大学管弦楽団、お茶の水管弦楽団、一橋大学管弦楽団、聖心女子大学オーケストラクラブを精力的に指導。昭和53年に引退するまで、各大学ジョイントによる演奏会も数回重ねた。
1963年（昭和38年） - お茶の水管弦楽団常任指揮者に就任。1966年（昭和41年） - 常任オケ4団体合同演奏会開催。
1973年（昭和48年） - 第1回五大学ジョイントコンサート開催。1974年（昭和49年） - 指揮者生活50周年記念祝賀会。
1977年（昭和52年） - 明治大学交響楽団常任指揮者を勇退。名誉指揮者に就任。明治大学より感謝状。
1978年（昭和53年） 長年の学生オケ指導に対し、勲五等双光旭日章受章。
1981年（昭和56年）3月6日 - 死去。81歳没。1981年（昭和56年）9月13日 - 日本教育会館にて「尾原勝吉先生追悼演奏会」を五大学のOB、OGが開催。